# Taiwan op de Olympische Zomerspelen 1968
Taiwan nam deel aan de Olympische Zomerspelen 1968 in Mexico-Stad, Mexico. De tweede medaille uit de Taiwanese geschiedenis werd gewonnen. Na zilver, vier jaar eerder, was het dit keer een bronzen atletiekmedaille die werd gewonnen.

## Medailleoverzicht
| Sport    | Olympiër  | Discipline      | Medaille |
| -------- | --------- | --------------- | -------- |
| Atletiek | Chi Cheng | 80 m horden (v) | Brons    |

## Deelnemers en resultaten

### Atletiek
| Olympiër                                      | Discipline               | Resultaat | Prestatie                                                                                       |
| --------------------------------------------- | ------------------------ | --------- | ----------------------------------------------------------------------------------------------- |
| Chen Chuan-Show                               | 100m (m)                 | 60e       | serie 4: 6de in 10,91                                                                           |
| Su Wen-Ho                                     | 100m (m)                 | 58e       | serie 5: 7de in 10,81                                                                           |
| Kun Min-Mu                                    | 200m (m)                 | 45e       | serie 2: 7de in 22,44                                                                           |
| Kun Min-Mu                                    | 400m (m)                 | 51e       | serie 8: 7de in 49,07                                                                           |
| Su Po-tai                                     | 110m horden (m)          | 31e       | serie 2: 7de in 15,0                                                                            |
| Chen Ming-Chi                                 | verspringen (m)          | 31e       | kwalificatie groep A: 15de met 6,71m                                                            |
| Su Wen-Ho                                     | verspringen (m)          | 28e       | kwalificatie groep B: 15de met 7,30m                                                            |
| Chen Ming-Chi                                 | hink-stap-springen (m)   | 31e       | kwalificatie groep A: 14de met 15,29m                                                           |
| Hong Son-Long                                 | hoogspringen (m)         | 37e       | kwalificatie groep B: 19de met 1,95m                                                            |
| Wu Ah-Min                                     | polsstokhoogspringen (m) | 21e       | kwalificatie groep B: 9de met 4,50m                                                             |
| Chen Chuan-Show                               | tienkamp (m)             | DNF       | opgave                                                                                          |
| Wu Ah-Min                                     | tienkamp (m)             | 15e       | 7209 punten                                                                                     |
|                                               |                          |           |                                                                                                 |
| Chi Cheng                                     | 100m (v)                 | 7e        | serie 4: 3de in 11,4 kwartfinale 2: 2de in 11,3 halve finale 1: 4de in 11,4 finale: 7de in 11,5 |
| Tien Ah-Mei                                   | 200m (v)                 | 34e       | serie 1: 7de in 25,5                                                                            |
| Yeh Chu-Mei                                   | 200m (v)                 | 34e       | serie 2: 8ste in 25,5                                                                           |
| Chi Cheng                                     | 80m horden (v)           | Brons     | serie 4: 2de in 10,5 halve finale 2: 2de in 10,5 finale: 3de in 10,4                            |
| Yeh Chu-Mei                                   | 80m horden (v)           | 31e       | serie 5: 5de in 11,7                                                                            |
| Chi Cheng Lin Chun-Yu Tien Ah-Mei Yeh Chu-Mei | 4x100m (v)               | 12e       | serie 2: 6de in 47,24                                                                           |
| Lin Chun-Yu                                   | verspringen (v)          | 23e       | kwalificatie groep B: 11de met 5,59m                                                            |
| Lin Chun-Yu                                   | zevenkamp (m)            | 26e       | 4104 punten                                                                                     |
| Tien Ah-Mei                                   | zevenkamp (m)            | 27e       | 3899 punten                                                                                     |

### Boksen
| Olympiër      | Discipline | Resultaat | Prestatie                                        |
| ------------- | ---------- | --------- | ------------------------------------------------ |
| Chan Wa-Jen   | -51kg (m)  | 17e       | 1ste ronde: V van THA Duangcha-Oom: 0-5          |
| Wang Chee-Yen | -54kg (m)  | 9e        | 1ste ronde: vrij 2de ronde: V van KOR Chang: 2-3 |
| Ho Su-Lung    | -60kg (m)  | 33e       | 1ste ronde: V van POL Grudzień: 0-5              |

### Gewichtheffen
| Olympiër         | Discipline  | Resultaat | Prestatie                                                                                |
| ---------------- | ----------- | --------- | ---------------------------------------------------------------------------------------- |
| Chen Kue-Sen     | -56kg (m)   | DNF       | drukken: geen geldige poging                                                             |
| Chang Ming-Chung | -60kg (m)   | DNF       | drukken: geen geldige poging                                                             |
| Chung Nan-Fei    | -60kg (m)   | DNF       | drukken: geen geldige poging                                                             |
| Chen Chia-Nan    | -67,5kg (m) | 17e       | drukken: 18de met 105kg trekken: 15de met 107,5kg stoten: 16de met 142,5kg totaal: 355kg |
| Cheng Sheng-Teh  | -90kg (m)   | 18e       | drukken: 21ste met 130kg trekken: 11de met 135kg stoten: 19de met 160kg totaal: 425kg    |

### Schietsport
| Olympiër       | Discipline              | Resultaat | Prestatie                         |
| -------------- | ----------------------- | --------- | --------------------------------- |
| Wu Tao-yan     | 50m geweer 3 houdingen  | 44e       | 1121 punten: (392-369-360)        |
| Pan Kou-ang    | 50m geweer 3 houdingen  | 61e       | 1020 punten: (371-340-309)        |
| Wu Tao-yan     | 50m geweer liggend      | 59e       | 585 punten: (92-100-99-97-100-97) |
| Tai Chao-chih  | 50m geweer liggend      | 80e       | 578 punten: (97-96-97-96-95-97)   |
| Wu Tao-yan     | 300m geweer 3 houdingen | 26e       | 1085 punten: (378-369-338)        |
| Chen Jeng-gang | 50m pistool             | 53e       | 525 punten: (86-91-87-89-87-85)   |
| Cheng Chi-sen  | 50m pistool             | 56e       | 521 punten: (84-86-86-88-87-80)   |
| Chou Yen-sheng | 25m snelvuurpistool     | 52e       | 549 punten: (274-275)             |
| Cheng Sung-gun | trap                    | 46e       | 175 punten                        |
| Lin Ho-ming    | trap                    | 43e       | 177 punten                        |

### Turnen
| Olympiër      | Discipline               | Resultaat | Prestatie    |
| ------------- | ------------------------ | --------- | ------------ |
| Cheng Fu      | meerkamp individueel (m) | 112e      | 85,25 putnen |
| Lai Chu-Long  | meerkamp individueel (m) | 109e      | 94,30 punten |
|               |                          |           |              |
| Hong Tai-Kwai | meerkamp individueel (v) | 101e      | 52,65 putnen |
| Yu Mai-Lee    | meerkamp individueel (v) | 100e      | 53,30 punten |

### Wielersport
| Olympiër                                                     | Discipline         | Resultaat | Prestatie                                                                     |
| Baan                                                         | Baan               | Baan      | Baan                                                                          |
| ------------------------------------------------------------ | ------------------ | --------- | ----------------------------------------------------------------------------- |
| Fan Yue-tao                                                  | sprint (m)         | 9e        | 1ste ronde serie 5: V van TTO Gibbon 1ste ronde herkansingen: V van BEL Goens |
| Fan Yue-tao                                                  | tijdrit (m)        | 30e       | 1.11,13                                                                       |
| Weg                                                          |                    |           |                                                                               |
| Deng Chueng-hwai                                             | wegwedstrijd (m)   | DNF       | niet gefinisht                                                                |
| Liu Cheng-tao                                                | wegwedstrijd (m)   | DNF       | niet gefinisht                                                                |
| Shue Ming-shu                                                | wegwedstrijd (m)   | DNF       | niet gefinisht                                                                |
| Deng Chueng-hwai Liu Cheng-tao Shue Ming-shu Jiang Guang-nan | ploegentijdrit (m) | 29e       | 2:42.13,88                                                                    |

### Zeilen
| Olympiër                                     | Discipline | Resultaat | Prestatie                             |
| -------------------------------------------- | ---------- | --------- | ------------------------------------- |
| Hsiu-Hsiung Chen Jen-Chih Chang Chih-Fu Chen | dragon     | 23e       | 169 punten: (DNS-DNS-DNF-22-21-21-23) |

### Zwemmen
| Olympiër       | Discipline           | Resultaat    | Prestatie                                     |
| -------------- | -------------------- | ------------ | --------------------------------------------- |
| Lee Tong-shing | 100m vrije slag (m)  | 60e          | serie 1: 7de in 1.01,0                        |
| Chan King-ming | 100m rugslag (m)     | 30e          | serie 4: 6de in 2.46,9                        |
| Lee Tong-shing | 100m vlinderslag (m) | 40e          | serie 7: 6de in 1.05,2                        |
| Chan King-Ming | 200m wisselslag (m)  | 45e          | serie 4: 6de in 2.44,9                        |
| Lee Tong-Shing | 200m wisselslag (m)  | DSQ          | serie 3: gediskwalificeerd                    |
| Lee Tong-shing | 400m wisselslag (m)  | 34e          | serie 3: 8ste in 5.50,0                       |
|                |                      |              |                                               |
| Oei Liana      | 100m vrije slag (v)  | halve finale | serie 8: 3de in 1.03,0 halve finale: onbekend |
| Shen Bao-Ni    | 100m vrije slag (v)  | series       | serie 2: 5de in 1.06,7                        |
| Oei Liana      | 200m vrije slag (v)  | 9e           | serie 6: 2de in 2.16,3                        |
| Shen Bao-Ni    | 200m vrije slag (v)  | 37e          | serie 2: 7de in 2.34,0                        |
| Shen Bao-Ni    | 400m vrije slag (v)  | 29e          | serie 1: 5de in 5.41,8                        |
| Shen Bao-Ni    | 100m rugslag (v)     | series       | serie 4: 7de in 1.21,5                        |
| Oei Liana      | 100m vlinderslag (v) | series       | serie 2: 5de in 1.11,2                        |
| Shen Bao-Ni    | 200m wisselslag (v)  | 34e          | serie 6: 7de in 2.48,1                        |
| Shen Bao-Ni    | 400m wisselslag (v)  | 28e          | serie 2: 6de in 6.21,5                        |

Afghanistan · Algerije · Amerikaanse Maagdeneilanden · Argentinië · Australië · Bahama's · Barbados · België · Bermuda · Birma · Bolivia · Bondsrepubliek Duitsland · Brazilië · Brits-Honduras · Bulgarije · Canada · Centraal-Afrikaanse Republiek · Ceylon · Chili · Colombia · Congo-Kinshasa · Costa Rica · Cuba · Denemarken · Dominicaanse Republiek · Duitse Democratische Republiek · Ecuador · El Salvador · Ethiopië · Fiji · Filipijnen · Finland · Frankrijk · Ghana · Griekenland · Groot-Brittannië · Guatemala · Guinee · Guyana · Honduras · Hongarije · Hongkong · Ierland · IJsland · India · Indonesië · Irak · Iran · Israël · Italië · Ivoorkust · Jamaica · Japan · Joegoslavië · Kameroen · Kenia · Koeweit · Libanon · Libië · Liechtenstein · Luxemburg · Madagaskar · Maleisië · Mali · Malta · Marokko · Mexico · Monaco · Mongolië · Nederland · Nederlandse Antillen · Nicaragua · Nieuw-Zeeland · Niger · Nigeria · Noorwegen · Oeganda · Oostenrijk · Pakistan · Panama · Paraguay · Peru · Polen · Portugal · Puerto Rico · Roemenië · San Marino · Senegal · Sierra Leone · Singapore · Soedan · Sovjet-Unie · Spanje · Suriname · Syrië · Taiwan · Tanzania · Thailand · Trinidad en Tobago · Tunesië · Turkije · Tsjaad · Tsjecho-Slowakije · Uruguay · Venezuela · Verenigde Arabische Republiek · Verenigde Staten · Vietnam · Zambia · Zuid-Korea · Zweden · Zwitserland